# 바베슈 보여이 대학교
바베슈 보여이 대학교(Universitatea Babeș-Bolyai)는 루마니아 공화국 트란실바니아 지방 클루지 주 클루지 나포카에 있는 4년제 국립 대학교이며 1581년에 첫 개교되었다.

## 같이 보기
- 빅토르 바베슈
- 보여이 야노시
- 부쿠레슈티 대학교
- 루마니아 국립 경제대학교